# Spratelloides robustus
Spratelloides robustus es una especie actinopterigio clupeiforme de la familia de los clupeídos (sardinas, arenques y alosas).

## Descripción
Tiene una longitud máxima de 12 cm independientemente de su sexo. Para reproducirse van mar adentro donde los peces recién nacidos aprenden a vivir de forma independiente, para reproducirse lo hacen en el agua de las bahías o cerca de los acantilados.[cita requerida]

## Hábitat y distribución
Vive en zonas marinas en zonas no muy alejadas de la costa (menos de 200 metros) a una profundidad de menos de 50 metros. Se encuentran en zonas subtropicales de la zona este del océano Índico, el sur de Australia y en el oeste de Australia incluyendo Tasmania.